# Bassetite
La bassetite (simbolo IMA: Bas) è un minerale raro della classe dei fosfati, arseniati e vanadati appartenente al gruppo dell'autunite; possiede composizione chimica Fe2+(UO2)(PO4)2 • 8H2O.

## Etimologia e storia
Il minerale fu scoperto da Arthur Francis Hallimond nel 1915 nel "Bissit Mine Group", in Cornovaglia (Inghilterra). La chiamò bassetite in onore della località tipo. L'Associazione Mineralogica Internazionale (IMA) ha confermato che il minerale è stato descritto prima della sua istituzione e quindi la bassetite è considerata come minerale grandfathered.
Il campione tipo è conservato presso l'Università Harvard a Cambridge (Massachusetts), presso il Museo di Storia Naturale di Londra e presso l'École nationale supérieure des mines de Paris (Parigi).

## Classificazione
Già nell'obsoleta, ma ancora usata, 8ª edizione della sistematica minerale secondo Strunz, la bassetite apparteneva alla classe minerale di "fosfati, arseniati e vanadati" e da lì alla sottoclasse dei "fosfati uranilici/arseniati e uranilvanadati", dove era elencata insieme ad abernathyite, chernikovite, lehnerite, meta-ankoleite, meta-autunite, metaheinrichite, metakahlerite, metakirchheimerite, metalodèvite, metanatroautunite, metanováčekite, metatorbernite, metauranocircite, metauranospinite, metazeunerite, natrouranospinite, pseudo-autunite, ulrichite, uramarsite e uramphite, con le quali formavano il "gruppo della meta-autunite" con il numero di sistema VII/E.02.
La 9ª edizione della sistematica minerale di Strunz, valida dal 2001 e utilizzata dall'Associazione Mineralogica Internazionale, classifica la bassetite nella classe "8. Fosfati, arsenati, vanadati" e da lì alla sottoclasse "8.E Fosfati e arsenati di uranile"; questa è ulteriormente suddivisa in base alla struttura chimica, in modo che il minerale possa essere trovato nella suddivisione "8.EB UO2:RO4 = 1:1", dove può essere nuovamente trovato nel "gruppo della meta-autunite". Oltre alla bassetite, questa è costituita dagli stessi minerali elencati nell'ottava edizione di Strunz e tutti insieme formano il sistema nº 8.EB.10.
Anche la classificazione dei minerali secondo Dana, che viene utilizzata principalmente nel mondo anglosassone, classifica la bassetite nella classe dei "fosfati, arseniati e vanadati" e lì nella sottoclasse dei "fosfati idrati, ecc., con A2+(B2+)2(XO4) • x(H2O), con (UO2)2+". Qui si trova nel gruppo senza nome con il numero di sistema 40.02a.16 insieme alla lehnerite.

## Chimica
Il diossido di uranio (UO2) non è un ossido di uranio incorporato, ma si basa su un catione U6+, il cosiddetto uranile. Con due cariche positive, bilancia l'anione fosfato (triplo negativo) con il restante doppio negativo, che viene infine neutralizzato dal ferro. Una sintesi della bassetite del 1984 si basa sull'"idrogeno autunite", che è la formula H[UO2|PO4]. In questa notazione, la formula della bassetite può anche essere scritta anche come Fe2+[RO2|PO4]2.

## Abito cristallino
La bassetite cristallizza nel sistema monoclino nel gruppo spaziale P21/m (gruppo nº 11) con i parametri del reticolo a = 6,98 Å, b = 17,07 Å e c = 7,01 Å e due unità di formula per cella unitaria.

## Proprietà

### Morfologia
La bassetite forma cristalli con un contorno quadrato o rettangolare. Hanno una dimensione massima di 3 mm.

### Proprietà chimiche
La bassetite è solubile in acidi.

### Proprietà fisiche
A causa del suo contenuto di uranio fino al 51,19%, il minerale è altamente radioattivo. Prendendo in considerazione le serie di decadimento naturale o i prodotti di decadimento esistenti, l'attività specifica è data come 91,63 kBq/g (per confronto, il potassio naturale ha un'attività specifica pari a 0,0312 kBq/g). Il valore indicato può variare in modo significativo a seconda del contenuto di minerali e della composizione degli stadi, ed è anche possibile l'arricchimento selettivo o l'arricchimento dei prodotti di decadimento radioattivo e modifica l'attività.

## Origine e giacitura
La bassetite si trova in paragenesi con minerali chimicamente correlati. Sono stati osservati uranospathite, torbernite, uraninite, pirite, meta-autunite, saléeite e metanováčekite.
In generale, la bassetite è un minerale piuttosto raro e può essere trovato in pochi luoghi: Brasile, Cina, Germania, Francia, Gabon, Gran Bretagna, Italia, Canada, Polonia, Spagna, Svizzera, Repubblica Ceca e negli Stati Uniti.

## Forma in cui si presenta in natura
I cristalli sono di colore che va dal giallo al giallo-brunastro, anche dal bruno-verdastro al verde oliva con striscio bianco-verdastro e hanno una lucentezza simile al vetro sulle superfici.